# Passauer Hütte

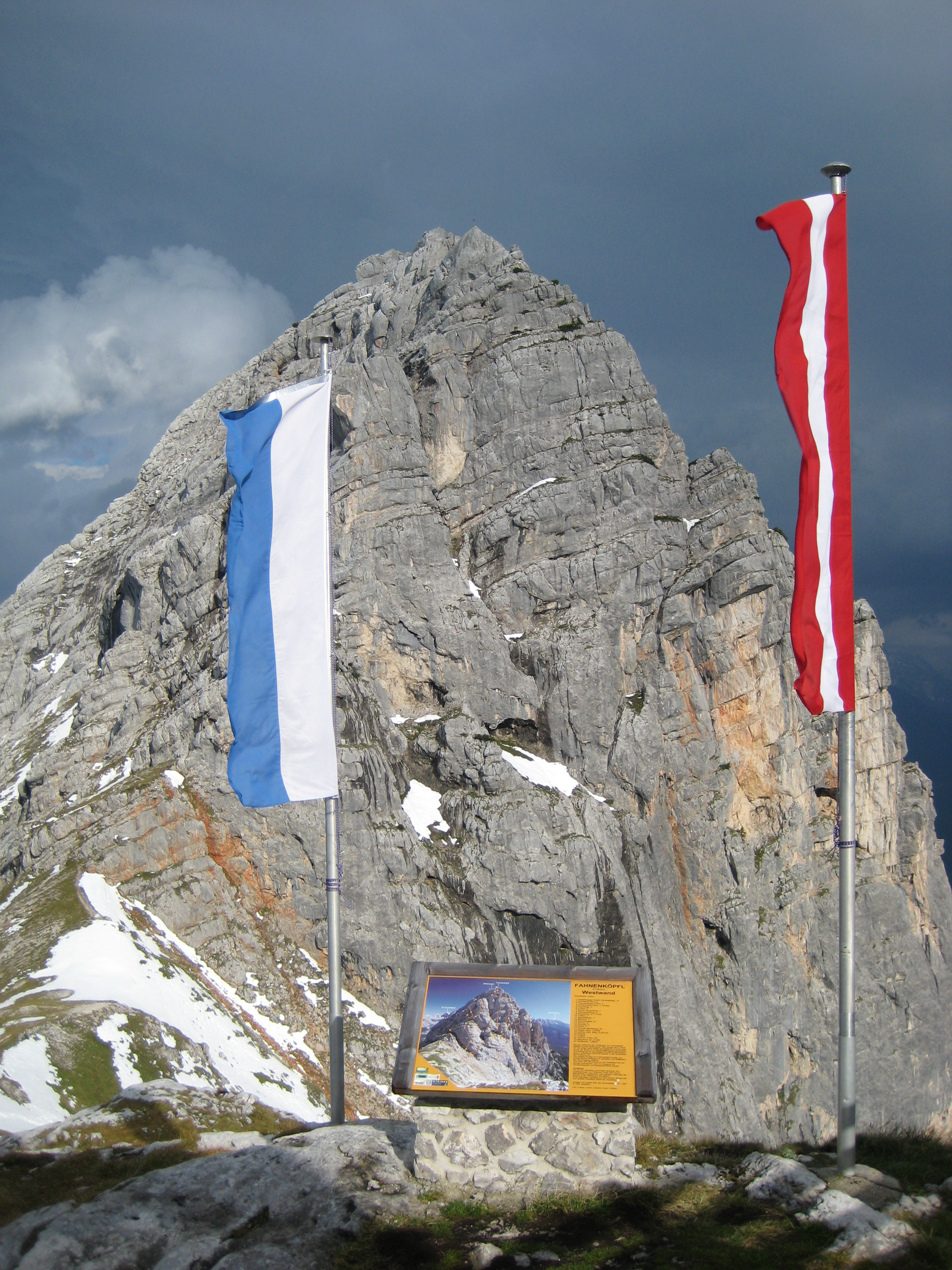
Blick von der Passauer Hütte auf das Fahnenköpfl

Die Passauer Hütte ist eine Alpenvereinshütte der Sektion Passau des Deutschen Alpenvereins und liegt westlich über der Mittagsscharte in den Leoganger Steinbergen im Westen des österreichischen Bundeslands Salzburg in der Gemeinde Weißbach bei Lofer auf einer Höhe von 2051 m ü. A. Das Gebiet gehört zum Forstdistrikt Grub im Revier Falleck der Saalforste.

## Geschichte
Die Passauer Hütte wurde 1891–1892 durch die Sektion Passau des Deutschen und Österreichischen Alpenverein, als einfache Schutzhütte errichtet. Nach Zerstörung durch einen Brand 1946 wurde sie 1954–1956 in der heutigen Form wieder aufgebaut.
1978 wurde die Hütte renoviert, 2002 erhielt sie eine neue Sonnenterrasse. 2012 wurde sie um einen Anbau erweitert und, unter anderem mit einem Kraftwerk, modernisiert. 2014 wurde die Hütte saniert, 2015 ein weiterer Anbau erstellt.
Sie wurde mit dem Umweltgütesiegel für Alpenvereinshütten ausgezeichnet.

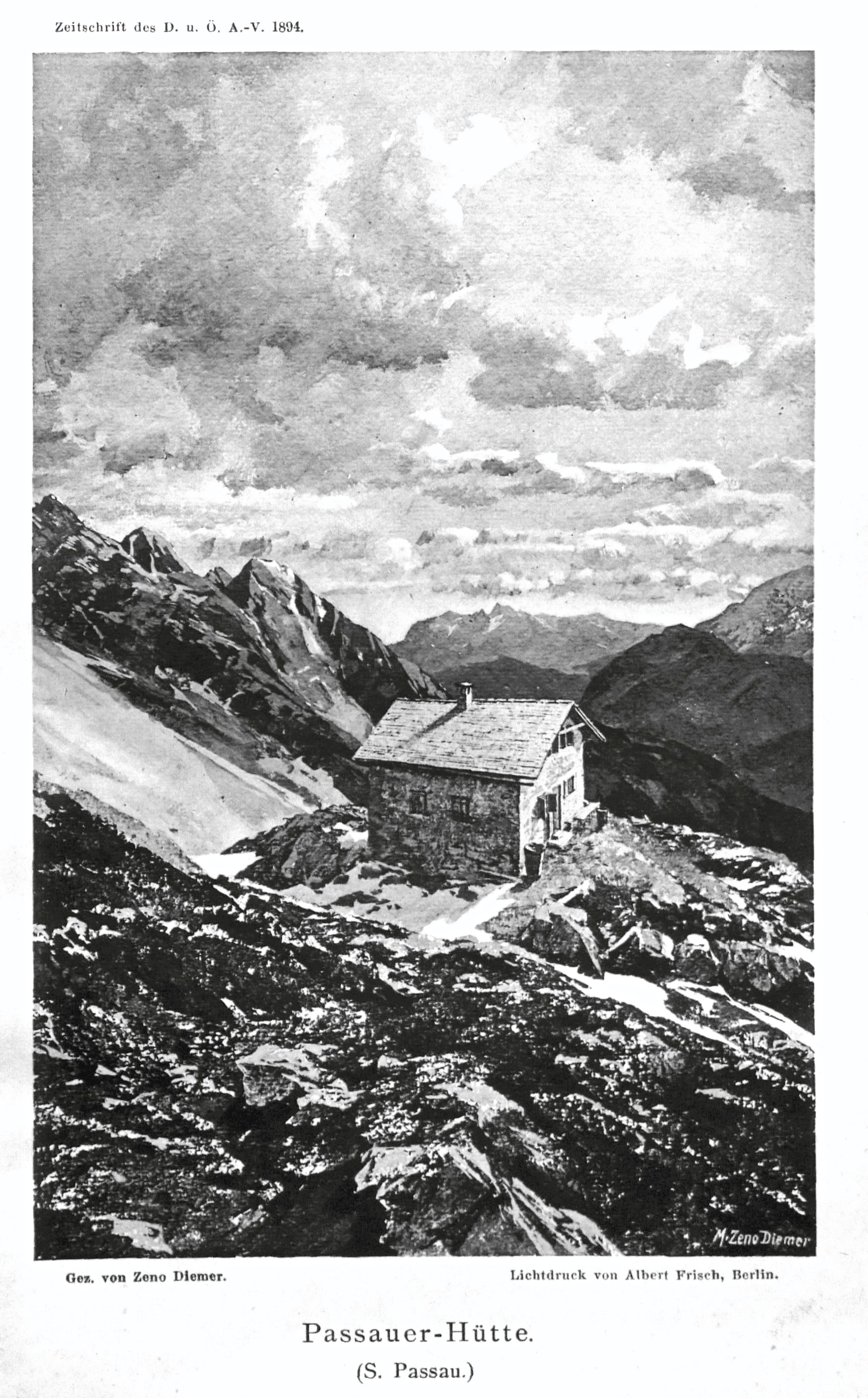
Passauer Hütte (ca. 1894)
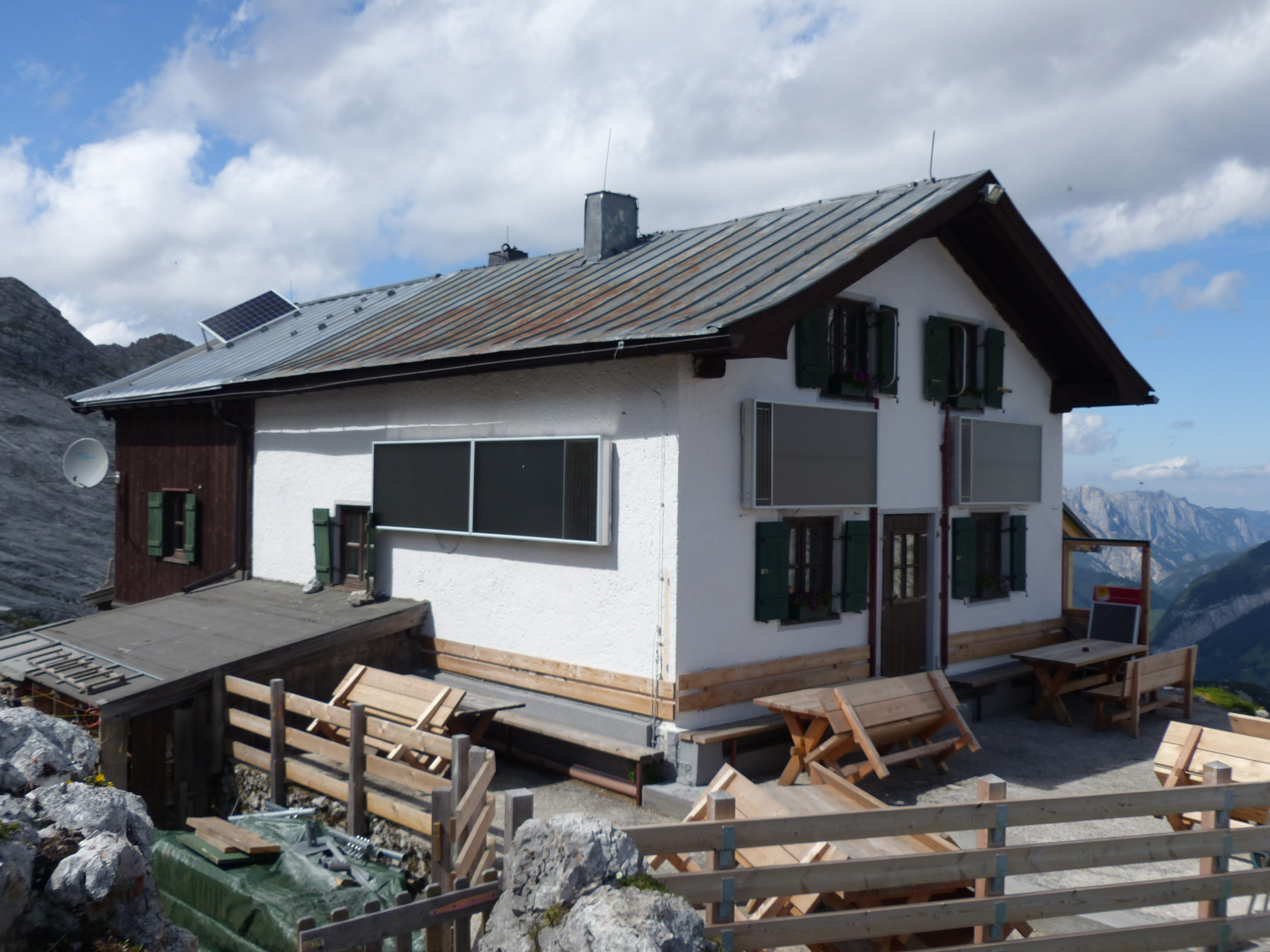
Passauer Hütte (2014)

## Anreise und Zugang
Der Hüttenzustieg ist gut mit öffentlichen Verkehrsmitteln zu erreichen; insbesondere aus dem Leoganger Tal, wo es zwei günstig gelegene S-Bahn-Haltestellen an der Hauptstrecke Innsbruck–Salzburg gibt.
- Aus dem Leoganger Tal
  - Ab Bahnhaltestelle Leogang-Steinberge in 3 Stunden auf dem Hüttenweg (620) über das Hochtor (Drahtseile)
    - Ab Ullach geringfügig kürzer

  - Ab Bahnhaltestelle Leogang, trifft den Hüttenweg im Birnbachtal
  - Ab Bahnhaltestelle Leogang-Steinberge über den Lettlkaser in 4 Stunden
    - Ab Mitterbrand ca. ½ Stunde kürzer.
- Aus dem Saalachtal
  - von Weißbach in 4½ Stunden
  - von Diesbach in 4 Stunden
  - mit Wandertaxi von Weißbach aus verkürzt sich der Aufstieg auf 2 Stunden

## Tourenmöglichkeiten
- Birnhorn (2634 m)
  - über Hochgrub und Kuchelnieder in 2 Stunden (Kletterei im Schwierigkeitsgrad I, gesichert) oder
  - über Melkerloch und Hofersteig in 2 Stunden (I, ungesichert).
- Hochzint (2251 m) in 40 Minuten
- Kuchelhorn (2507 m) in 1½ Stunden
- Dürrkarhorn (2287 m) in 1½ Stunden
- Großes Rothorn (2442 m) in 3 Stunden
- Schaleithörner (2461 m) in 3 Stunden
- Dreizinthörner (2484 m) in 4 Stunden
- Klettersteige Leoganger Nord und Leoganger Süd auf das Fahnenköpfl (2148 m, schwierig)

Ausblicke von der Passauer Hütte
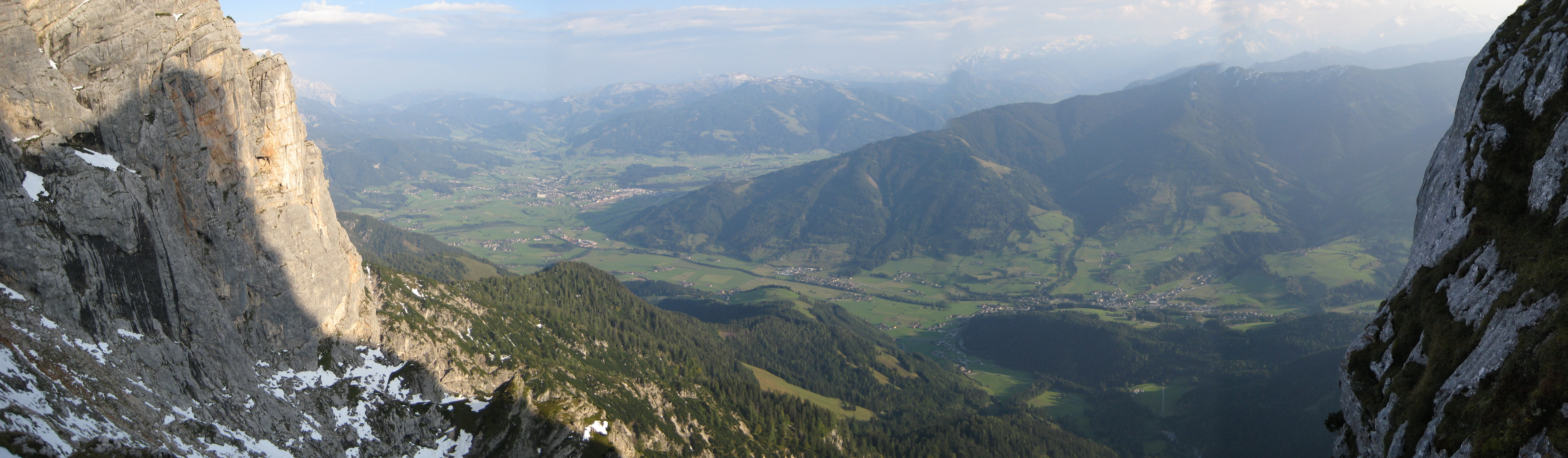
Blick Richtung Südost auf Radstädter Tauern, Ankogel- und Goldberggruppe, im Tal Saalfelden und Leogang
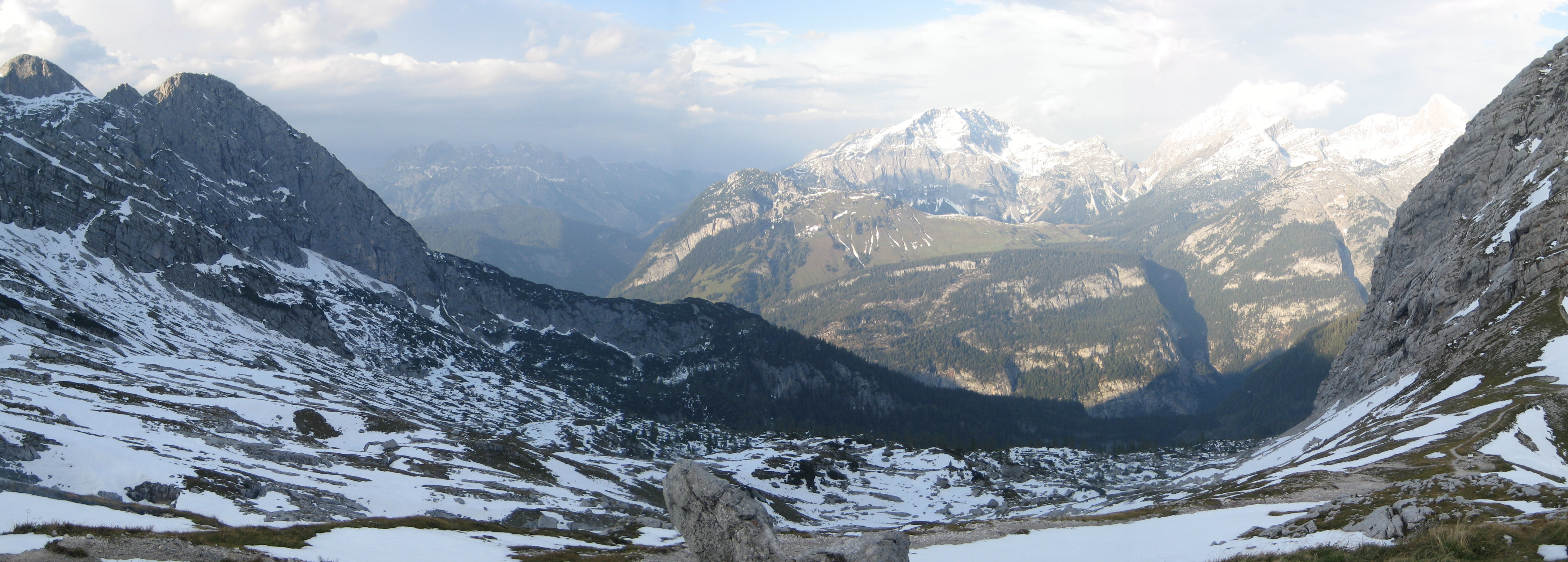
Blick Richtung Nordost auf Hochkaltergebirge und Watzmannstock